# حلقه گسترش فاصله کانونی

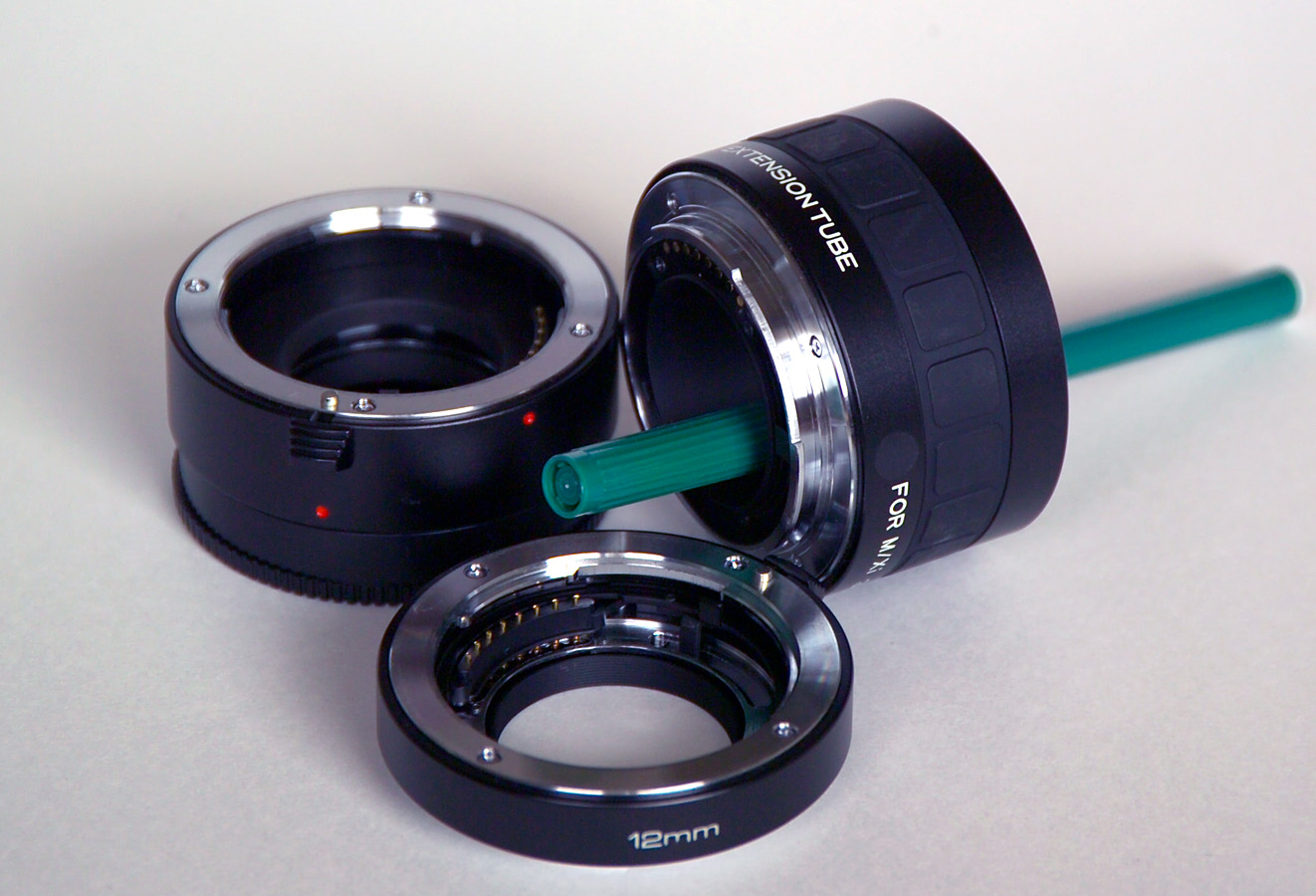
یک سری حلقه گسترش فاصله کانونی برای دوربین ۳۵ میلیمتری

حلقه‌های گسترش فاصله کانونی (به انگلیسی: Extension Tube) لوله‌ای است که به منظور عکاسی ماکرو مابین لنز و دوربین قرار می‌گیرد. معمولاً این وسیله در سه اندازه و به صورت سری ارائه می‌شود. این لوله‌ها حاوی هیچ نوع عنصر نورشناختنی (عدسی) نیستند. تنها کار این حلقه‌ها ایجاد فاصله بین فیلم و لنز است. با استفاده از این حلقه‌ها، زمان نوردهی طولانی‌تر خواهد شد و عکسبرداری از سوژه‌های متحرک بخاطر نوردهی طولانی و خروج سوژه از عمق میدان وضوح که در این حالت بشدت کاهش می‌یابد، مشکل است.
با استفاده از انواع ساده این حلقه‌ها که امکان اتصال الکتریکی لنز به بدنه دوربین را ندارند، فوکوس و نوردهی باید به صورت دستی انجام گیرد. انواع خودکار حلقه‌های گسترش فاصله کانونی که گرانتر نیز هستند، با اتصال الکتریکی دوربین را به لنز تمام کنترل‌ها بر روی لنز به صورت خودکار انجام می‌گیرد.

## قطع‌ها
برای انواع قطع فیلم این حلقه‌ها طراحی و ساخته شده‌اند. دوربین قطع بزرگ بخاطر استفاده از فانوس برای فوکوس به این وسیله نیاز ندارد و با افزایش طول فانوس عکاسی ماکرو ممکن خواهد شد.
موارد دیگری مانند مبدل لنز نیز شاید منجر به گسترش فاصله کانونی لنز گردند.

## اشتباه
ممکن است حلقه‌های گسترش گاهی با مبدل تله اشتباه شوند! تفاوت اصلی این دو در وجود عناصر نورشناختی در مبدل‌های تله است.